# 발라흐나

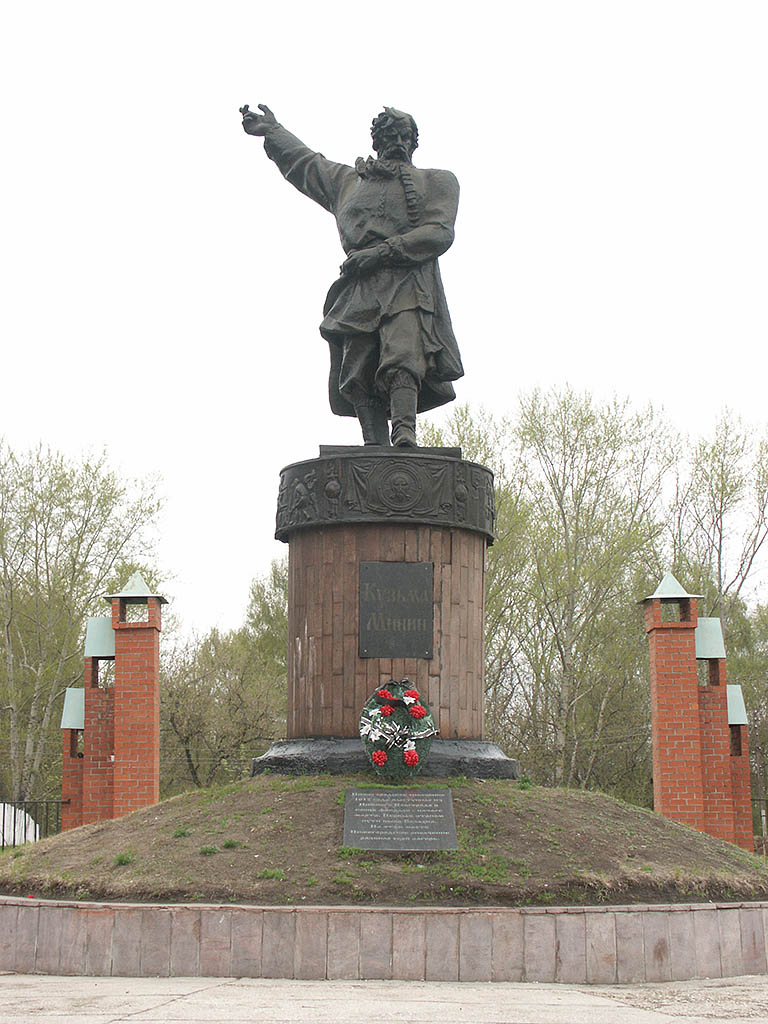

발라흐나(러시아어: Балахна́)는 러시아 니즈니노브고로드주에 위치한 도시이다. 볼가강변에 위치해 있고, 니즈니노브고로드에서 북쪽으로 32km에 위치해 있다. 인구는 1968년에 3만3,500명, 2002년에 5만 7,338명이다.
발라흐나는 1474년에 솔나고롯체라는 이름으로 도시의 기틀이 마련되었으며, 1536년에 카잔 한국이 도시를 완전히 파괴한 뒤로는 나무로 요새를 지어 외부의 침략을 방어하였다. 그리고 이후 3세기 동안 제염과 곡물 거래로 번영을 누렸다.
류리크 왕조에서 로마노프 왕조로 넘어가던 동란 시대가 올 때까지는 러시아에서 열두 번째로 큰 도시였다.